# 곽인희
곽인희(郭仁熙, 1949년 4월 26일 ~ )는 대한민국의 정치인이다. 제7·8·9대 김제시장을 역임했다.

## 생애
본관은 현풍이며, 전북특별자치도 김제군 성덕면 출신이다. 김제성덕초등학교, 김제만경중학교, 전주고등학교, 전주대학교 법학과를 졸업하였다.
1985년 신한민주당 최락도 국회의원의 보좌관으로 정치에 입문하였다. 1991년 지방선거에서 신민주연합당 후보로 전라북도의회 의원 선거에 출마하여 당선되었다.
1995년 제1회 지방선거에서 민주당 후보로 전라북도 김제시장 선거에 출마하여 당선되었다. 1998년 제2회 지방선거에서 새정치국민회의 후보로 전라북도 김제시장 선거에 출마하여 당선되었다. 2002년 제3회 지방선거에서 새천년민주당 후보로 전라북도 김제시장 선거에 출마하여 당선되었다.

## 역대 선거 결과
|  | 62.9% |

|  | 45.23% |

|  | 62.69% |

|  | 42.85% |